# Seven Little Fortunes
Seven Little Fortunes é como foi chamado os sete melhores alunos da Escola de Ópera de Pequim. Viajaram para o Ocidente para mostrar suas habilidades acrobáticas. Foram emitidos também ao trabalho pela escola para estúdios de cinema como acréscimos na década de 1970.
Jackie Chan, Sammo Hung, Yuen Biao, Corey Yuen e Yuen Wah fizeram parte do Seven Little Fortunes.